# Отшельник обыкновенный
Отшельник обыкновенный, или отшельник пахучий, или отшельник (лат. Osmoderma eremita) — жук, принадлежащий к семейству пластинчатоусые.

## Описание
Жук длиной 22—34 мм. Окраска блестящая, чёрная или буро-чёрная, с бронзовым или зелёным блеском. Переднеспинка самца с глубоким продольным вдавлением, у самки с мелким вдавлением, с двумя бугорками, её бока в задней половине почти прямые, с явственными задними углами и сравнительно глубокими выемками по бокам заднего края. Надкрылья в мелких точках и морщинках. Передние голени с тремя зубцами. Боковой край надкрылий без выемки за плечом.

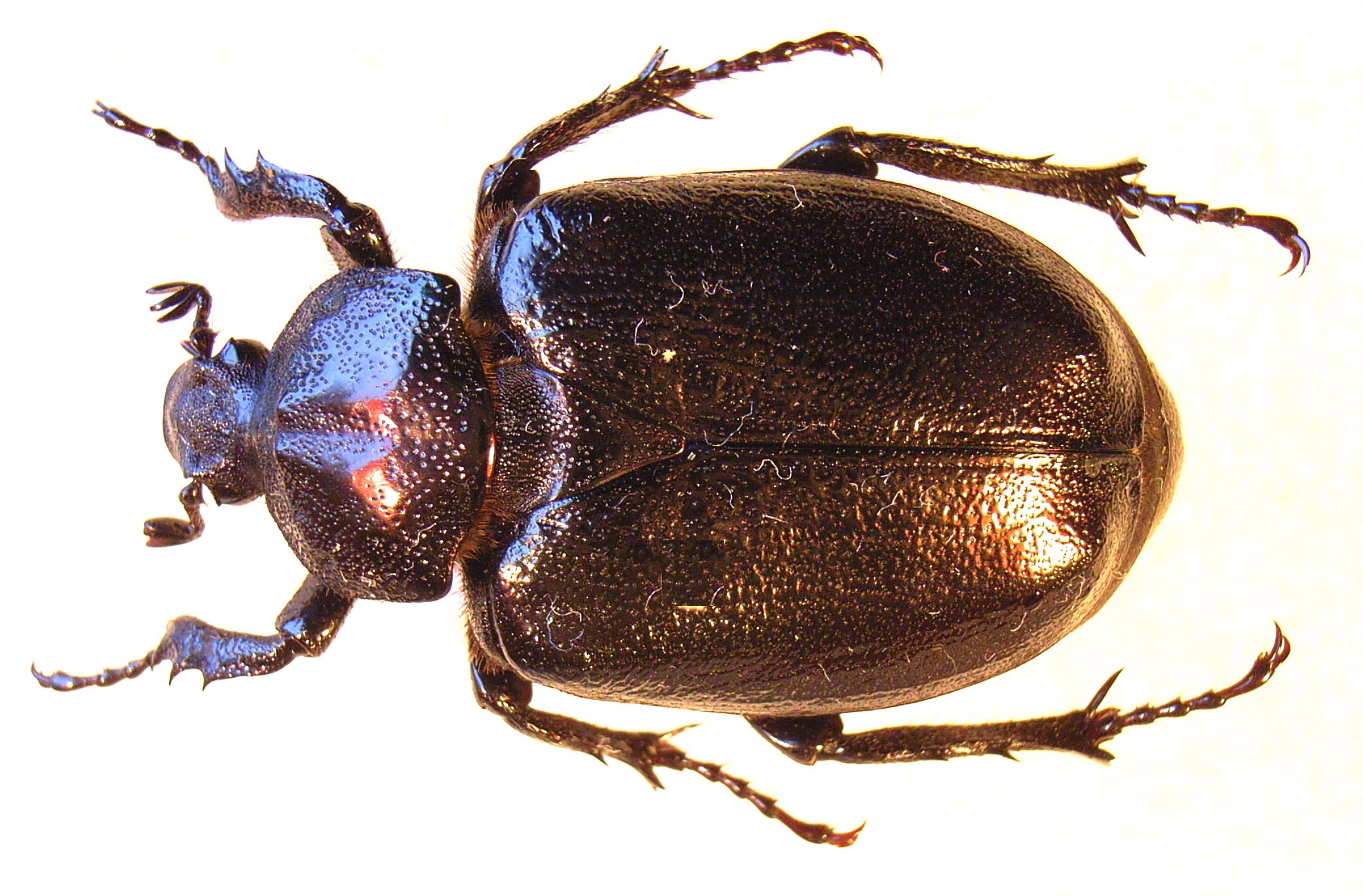
Самка

## Распространение
Европа: юг Франции, Италии и Греции до южной Норвегии, Швеции и южной Финляндии; Литва, Латвия, Эстония, Белоруссия, Молдавия, Украина; в России южная граница проходит через Белгородскую, Саратовскую, Самарскую области на востоке распространен до Бирска (Башкортостан),.
Изолированно встречается в горных лесах Краснодарского края (Майкоп). Северная граница проходит от Ленинградской области (Лужский р-н) к Московской — примерно до Подольска, на Казань, на востоке до Бирска.
В настоящее время «восточную форму» распространенную в европейской части России выделяют в самостоятельный вид — Gymnodus coriarius (De Geer, 1774)

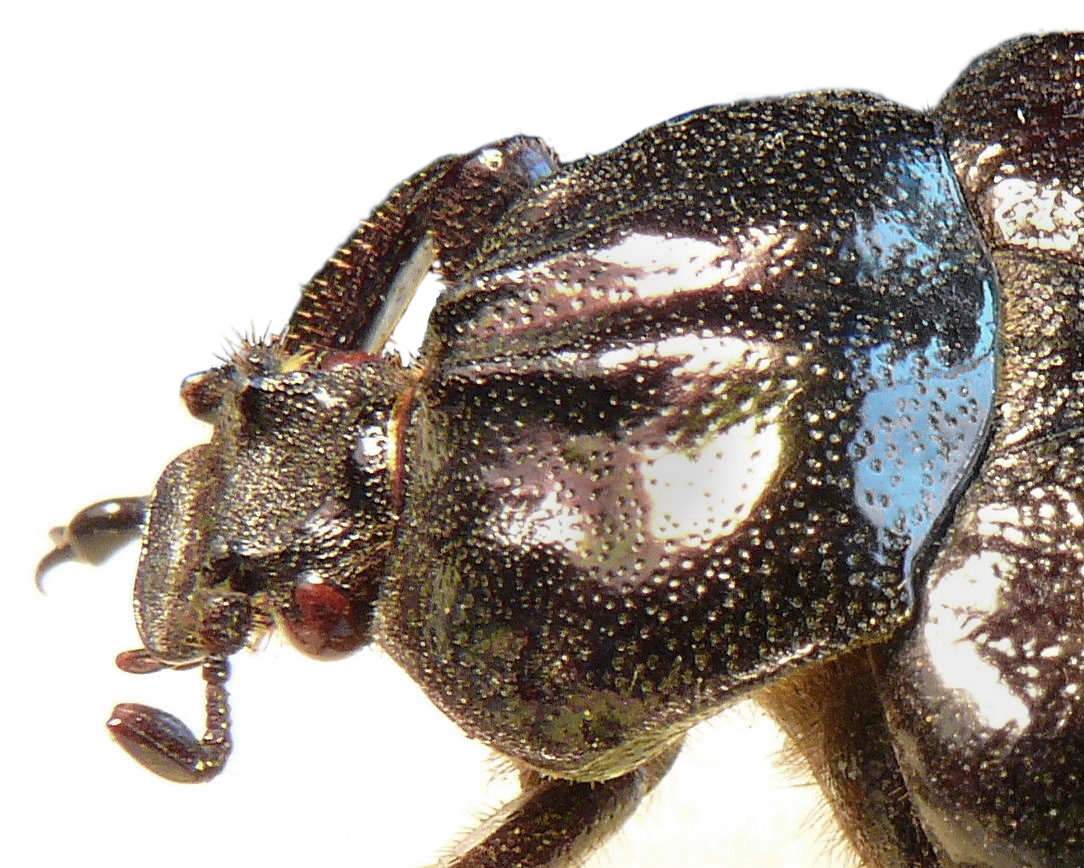
Голова и переднеспинка самца

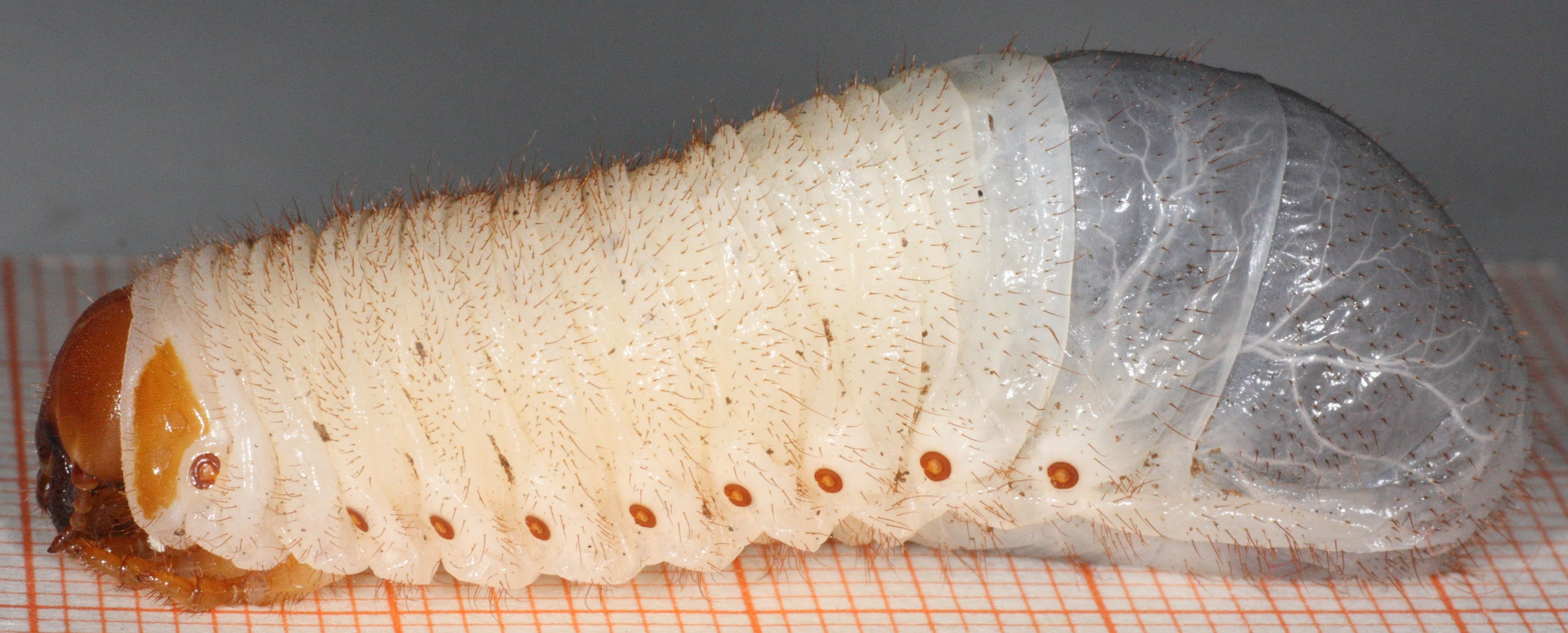
Личинка

## Местообитания
Обитает в старых широколиственных и смешанных лесах, встречаются на опушках леса, полянах, старых аллеях и вдоль дорог.
Личинка развивается в трухлявой древесине дуба, реже ивы, осокоря, липы, яблони и груши.. Также личинка может развиваться в гнилых частях еще живых деревьев.
Лет жуков с конца июня, начала июля до сентября.
Имаго питаются соком деревьев. Жуки ведут обычно сумеречной и ночной образ жизни
Продолжительность цикла развития 3—4 года..

## Численность
В Калининградской области встречается редко, 2—3 раза в год. В Воронежской, Белгородской и Липецкой обл., в Башкирии, Чувашии и Удмуртии очень редок, единичные находки.
Общая численность вида сокращается в вследствие уничтожения его местообитаний, вырубки старых лиственных деревьев (особенно дуба), выкорчевывания пней.

## Замечания по охране
Занесен в Красную книгу Украины (II категория). Занесен в Красную книгу России (II категория сокращающийся в численности вид).
Занесен в Красный список МСОП-96, Европейский красный список, Приложение 2 Бернской Конвенции.
Охраняется в заповедниках Жигулевском и Шульган-Таш и Приокско-Террасном.
Вид защищен в большинстве европейских стран и получил высший приоритет в соответствии с Натурой 2000 . Проекты LIFE в Поодржи (Чехия) и Гипускоа (Испания) под руководством Арники, Остравского Университета и Общества научных исследований Арансади направлены на расширение местообитания этого находящегося под угрозой исчезновения вида ,.
Мероприятия по охране Необходимо ограничить вырубку старых лиственных деревьев, в частности дуба.